# Topolino e la dimensione Delta
Topolino e la dimensione Delta è una storia Disney scritta e disegnata da Romano Scarpa e pubblicata nel 1959. È una delle più importanti avventure del primo periodo Disney italiano, nonché uno dei maggiori capolavori di Scarpa.
Segna il ritorno del dottor Enigm e la prima apparizione di Atomino Bip Bip.

## Trama
Topolino e Pippo vanno al mare per sfuggire all'opprimente afa estiva e qui assistono ad un fenomeno allarmante, ovvero nevica zucchero filato; alcuni giorni dopo, Topolino e Minni sono testimoni della caduta di "neve luminescente". Entrambi i fenomeni vengono bollati come trovate pubblicitarie di due ditte. Topolino non è convinto del tutto e dopo alcune indagini si reca dal commissario Basettoni, che è in compagnia del sindaco; questi gli svelano di essere stati loro a spacciarsi per le due ditte (inesistenti), per non allarmare i Topolinesi: le due nevicate sono state infatti realizzate da qualcuno che le aveva annunciate alla polizia e che ora pretende un milione di dollari per non far piovere sulla città dell'acido fenico. Topolino, il commissario , l'ispettore Manetta e l'intera squadra di polizia partono dunque alla ricerca del ricattatore, ma ottengono solo fiaschi. Nel frattempo, in un luogo imprecisato un oscuro personaggio commissiona ad un altrettanto anonimo "ragazzetto" la ricerca di Topolino, consegnandogli una foto di quest'ultimo in calzoncini corti, come nelle storie anni '30.
Topolino e Basettoni, sempre più preoccupati per non aver rintracciato il nascondiglio del ricattatore, decidono di stare al gioco e consegnargli il milione di dollari; le istruzioni sono quanto mai sibilline: la cassa con il denaro deve essere posata sulla mano del monumento dedicato a Fortunio Bancarotta, nel punto più trafficato della città. Ma al momento della consegna, ancora una volta il ricattatore stupisce tutti: la cassa posata sulla mano misteriosamente svanisce e al suo posto si materializza una lettera in cui il furfante esige ora un miliardo di dollari, pena una grandinata al cianuro. Mentre torna a casa e riflette sulla faccenda, Topolino incontra Atomino Bip Bip, strano umanoide con degli elettroni che gli ruotano in testa e che di tanto in tanto mormora un "bip". Atomino dunque si presenta e spiega a Topolino di doverlo portare dal suo padrone e lo teletrasporta in un laboratorio. Qui incontra un vecchio amico, che gli dà il benvenuto nella "Dimensione Delta"; il dottor Enigm, l'"Uomo Nuvola", lo scienziato dell'era atomica che Topolino aveva incontrato nella storia "Topolino e l'uomo nuvola" del 1937 di Floyd Gottfredson in cui egli (ai tempi in cui indossava i calzoncini corti) aveva scoperto un'incredibile isola sospesa nell'aria in cui operava il genio.
Enigm spiega di aver scoperto che i mesoni potevano trasferire un oggetto in un'altra dimensione, trasformandone la composizione chimica e facendo sì che non fosse più percepibile nella nostra dimensione. Egli, così, ha trasferito l'intero laboratorio nella dimensione da lui chiamata "Delta", in cui può lavorare in pace. Nel mondo reale gli uomini hanno usato le sue invenzioni come meglio credevano (allusione alla bomba atomica). Per entrare nella dimensione serve un eccitatore mesonico portatile, quello che Topolino ha appena sperimentato. Viene rivelato che Atomino è un atomo, da lui ingrandito due biriliardi di volte, e dotato di poteri straordinari, ovvero è capace, con il flusso di mesoni che sprigiona dalla bocca, di trasformare la materia. Enigm rivela che tempo prima, mentre provava con il suo bombatrone a trovare un atomo da "conoscere", si accorse di averne captati due; benché avesse tentato di liberarsi di uno, quando attivò il bombatrone entrambi erano stati ingranditi: si trattava di Atomino Bip Bip e Atomino Bep Bep. Enigm si rese conto che i due atomi dall'aspetto di ragazzini avevano un'intelligenza eccezionale e per questo cominciò ad istruirli, dal parlare, leggere e scrivere alle più complesse nozioni scientifiche; ben presto, apparve evidente la differenza di interessi tra Bip Bip e Bep Bep: il primo era studioso, diligente, gentile e altruista; il secondo invece era giocherellone, dispettoso, egoista e combinaguai. Errore fu concedere all'esigente Bep Bep tutto quello che desiderava, fino a che passò il segno distruggendo un nuovissimo "tuttotrone"; Enigm dunque lo rinchiuse in cella, pur sapendo che con i suoi poteri sarebbe potuto benissimo fuggire, ma confidando nel suo senso dell'"auto-punizione". Bep Bep evase, rubò il progetto del bombatrone e con un acceleratore mesonico lasciò per sempre la Dimensione Delta.
Ecco dunque, perché Enigm ha chiamato Topolino: per spiegargli come stanno le cose e riuscire a combattere meglio il nemico. Topolino torna allora nella "dimensione Terra" in compagnia di Atomino, l'unica "arma" che Enigm gli può fornire. Arrivati alla centrale di polizia (dove Basettoni e il sindaco si sono ormai rassegnati ad evacuare la città, dato che racimolare la cifra richiesta è impossibile), Topolino afferma di avere un piano per risolvere la questione. Il giorno dopo, Basettoni e tutto il corpo di polizia posizionano il riscatto sui resti del monumento a Fortunio Bancarotta e ancora una volta il fenomeno si ripete. Quando la cassa contenente il miliardo giunge nella dimensione parallela, viene finalmente svelata l'identità del ricattatore: è Pietro Gambadilegno, acerrimo nemico storico di Topolino, e con lui c'è Atomino Bep Bep.
Una volta finiti nel covo, Topolino e Bip Bip trovano un gigantesco arsenale pieno di armi "giocattolo", ovvero in scala ridotta; nella camera attigua invece scoprono un enorme ammasso di gioielli, quadri rubati e denaro: tutta la refurtiva di Pietro. Intanto il manigoldo constata che nella cassa si trovano solo ottocento milioni di dollari (in realtà falsi, gli ultimi duecento erano sostituiti da Topolino e Atomino) e decide di far grandinare comunque il cianuro su Topolinia: ma proprio mentre Bep Bep sta per trasferirsi sulla Terra e bombardare una nuvola, Topolino spara un proiettile rompendo l'eccitatore mesonico e si prepara alla lotta; Pietro però ordina a Bep Bep di trasformare Topolino in uno stuoino, e solo l'intervento di Bip Bip salva la situazione; Bip Bip e Bep Bep dunque iniziano un combattimento bombardandosi di mesoni (vincerà chi risulterà avere il maggiore peso atomico): dopo aver constatato che Bep Bep ha avuto la meglio sul mite Bip, Gambadilegno mostra a Topolino una copia del bambatrone: con esso, il criminale intende ingigantire tanti atomi quanti se ne trovano in un bottone: costituirà così una sconfinata armata Delta, sicuramente invincibile ed equipaggiata con il denaro estorto e delle armi in scala ridotta (in realtà destinate agli atomi che hanno la statura di ragazzini) e conquisterà il mondo intero, riducendo tutti in schiavitù.
Pietro manifesta poi l'agghiacciante intenzione di ridurre Topolino alle dimensioni di atomo,in modo tale che non possa più nuocere ai suoi piani. Proprio quando Gambadilegno sta per azionare l'ordigno, Bep Bep si mostra sfavorevole al rimpicciolimento di Topolino e Pietro reagisce in maniera spietata: colpisce Bep Bep con il bombatrone e lo riduce nuovamente alle dimensioni originarie. Ciò dà il tempo ad Atomino, ormai rinvenuto, di accorrere in aiuto all'amico e distruggere il bambatrone con il raggio di mesoni. Pietro, ormai inferocito, inizia una lotta selvaggia con Topolino. Dopo inseguimenti vari, i due fanno esplodere l'arsenale e, sfinito, Gambadilegno si mette nel sacco da solo incastrandosi in un buco nel muro da cui è passato Topolino, ben più magro di lui. L'avventura dunque si chiude bene: Topolino, Atomino e Pietro tornano nella dimensione Terra. Consegnato Gambadilegno alla polizia, prima di andare a casa, Topolino dice addio ad Atomino che è pronto per tornare alla dimensione Delta dal dottor Enigm con i progetti recuperati, con la speranza di potersi rivedere in futuro.

## Ristampe
La storia è stata ristampata diverse volte, e nel corso degli anni sono state apportate alcune modifiche ai dialoghi. In particolare, la celebre didascalia d'apertura "S'era di Agosto..." è stata cambiata in "Era Agosto..." 